# María Auxiliadora (Metro de Lima y Callao)
María Auxiliadora es la quinta estación de la línea 1 del Metro de Lima y Callao. Anteriormente llamada Miguel Iglesias, está ubicada en el límite de los distritos de Villa María del Triunfo y San Juan de Miraflores. Esto se debe, a que su plataforma con destino a Villa El Salvador, se encuentra en la intersección de la avenida Pachacútec con el jirón Angamos (VMT), y su otra plataforma con destino a Bayóvar, en la intersección de las avenidas Pachacútec y 1 (SJM). La estación está a nivel de superficie. Asimismo, recibe ese nombre por encontrarse cerca al Hospital María Auxiliadora del distrito de San Juan de Miraflores.

## Historia
La estación fue construida entre 1998 y 2000 con el nombre Miguel Iglesias, como parte del primer tramo durante el primer gobierno de Alberto Fujimori y por recomendación del Estudio complementario de la Red del Metro de Lima, elaborado por la AATE con empresas de ingeniería de Perú, Francia y México.
Terminada su construcción y equipamiento, la estación estuvo inoperativa hasta el verano del 2003, cuando se abrió para el público por su parcial operación comercial, cuando fue administrada por la Municipalidad de Lima. Fue remodelada en 2010, cuando se reinicio las obras civiles para nuevamente entrar en operación el 11 de julio de 2011, durante el segundo gobierno de Alan García Pérez. El cambio de nombre obedece a que en las proximidades se sitúa el Hospital María Auxiliadora, principal centro hospitalario de la zona sur de la ciudad.

## Accesos
El ingreso a la estación se realiza desde las veredas de la avenida Pachacútec, a través de puentes peatonales que conectan con el segundo nivel de la estación (zona de Torniquetes y Boletería). Las plataformas norte y sur, se encuentran en el primer nivel y están conectadas internamente. Se cuenta con ascensores para uso exclusivo de personas con movilidad reducida.